# Намасте
Намастѐ (на санскрит: नमस्ते, [nəməsteː]) е често използван устен поздрав в Индия и Непал.
Когато се изрича, обикновено е придружен от лек поклон с опрени една в друга длани, прибрани към гърдите. Този жест се нарича анджали-мудра и може да се използва без устен поздрав, носейки същото послание.
Поздравът се използва за приветствие в началото на срещата и на раздяла.

## Етимология
Намасте произлиза от санскритския израз namaste, който се състои от namaḥ, „поклон, почитание“ и te „на теб = кратка форма на местоимението за второ лице, единствено число, дателен падеж“.

## Значение и интерпретации
В широк смисъл намасте означава: „Божественото в мен приветства и се свързва с божественото в теб“. Поздравът е израз на дълбоко уважение.
Други интерпретации на значението на поздрава са:
- „Почитам духа в теб, който е и в мен“;
- „Твоята душа и моята душа са едно“;
- „Почитам онази част от теб, в която живее цялата Вселена, онази част от теб, в която са любовта, честността и мира. Когато ти и аз сме на това място, ние сме едно“.